# ULAS J1120+0641
ULAS J1120+0641 — квазар, расположенный в созвездии Льва. По данным на конец 2017 года является вторым по удалённости от Земли из всех известных квазаров после ULAS J1342+0928. На момент своего открытия в 2011 году он был первым известным квазаром с красным смещением более 7.
Обнаружен 29 июня 2011 года с помощью UKIRT Infrared Deep Sky Survey телескопом United Kingdom Infrared Telescope, расположенным на Гавайских островах. Его красное смещение составляет 7,085, что соответствует моменту времени 0,77 миллиарда лет после Большого взрыва, или расстоянию в 12,9 миллиардов световых лет от Земли (расстояние полёта света, или 28,85 миллиардов световых лет, чтобы вновь настигнуть его с учётом его удаления от Земли)..